# Khatumo
Khatumo (somalisch Khaatumo; arabisch ولاية خاتمة wilāyat ḫātimah; englisch Khatumo State of Somalia) ist eine Region im nordöstlichen Somalia am Horn von Afrika, deren politische Führung im Verlauf des somalischen Bürgerkrieges einen autonomen Teilstaat mit der Hauptstadt Laascaanood ausgerufen hat. Es kontrolliert die Provinz Ayn. Khatumo wurde 2012 im Norden der Bundesrepublik Somalia als ein weiterer Bundesstaat auf einem Gebiet gegründet, das sowohl der Bundesstaat Puntland als auch das nach Unabhängigkeit strebende Somaliland beansprucht und um welches es im Grenzstreit zwischen Somaliland und Puntland schon mehrfach zu militärischen Auseinandersetzungen gekommen ist.
Im Oktober 2017 schloss Khatumo in der Stadt Aynabo eine Vereinbarung mit Somaliland, dass Khatumo unter der Bedingung, dass die Verfassung Somalilands geändert wird, in Somaliland integriert wird. Der Vizepräsident des Staates Khatumo, Cabdalle Maxamuud Cali (Cagalule), lehnte das Abkommen im Mai 2018 ab, erklärte sich selbst zum Präsidenten des Staates Khatumo und kündigte an, dass er die Bemühungen Puntlands um die Rückgewinnung der Region Sool unterstütze.